# Batalha do Sábis (54 a.C.)
A Batalha do Sábis, travada em 54 a.C., foi um confronto entre as forças da República Romana, lideradas pelo legado de Júlio César, Tito Labieno, e as da tribo dos tréveros, lideradas por Induciomaro, no contexto das Guerras Gálicas.

## Antecedentes
Antes do final do inverno, Induciomaro, líder dos tréveros, atacou os romanos que ainda permaneciam em seu território e marchou rapidamente contra Tito Labieno, que estava acampado na fronteira com os remos. Porém, ao saber da vitória de César sobre os nérvios no cerco de Namur, se retirou para seu próprio território para reunir mais tropas. Em seguida, marchou novamente contra Labieno e cercou seu acampamento em Lavacherie. Num ataque surpresa, Labieno conseguiu surpreender Induciomaro e suas forças foram postas em fuga; ele próprio morreu tentando atravessar um rio.
Com a morte de Induciomaro, os tréveros, furiosos com a presença de Júlio César na Gália, decidiram buscar aliados entre os povos germânicos além do Reno, com quem trocaram reféns e firmaram alianças, e com com os eburões de Ambiórix, os nérvios e os aduáticos. Nesse ínterim, na frente ocidental, carnutos e sênones se revoltaram com seus vizinhos contra o poder da República Romana. 
Enquanto César atacava os menápios, Labieno deixou seu acampamento com uma guarnição de cinco coortes e, com as 25 restantes e mais a cavalaria, atacou os tréveros antes que eles pudessem atacar.[carece de fontes?]

## Batalha
A batalha ocorreu perto do rio Sábis. Labieno simulou uma retirada para que o inimigo acreditasse que ele temia enfrentar um número maior de guerreiros e, quando os tréveros atravessaram o rio em massa para iniciar uma perseguição, os romanos estavam preparados para enfrentá-los. Os gauleses foram completamente destruídos. Os sobreviventes se renderam e, com a fuga dos parentes de Induciomaro, o poder na tribo passou para Cingétorix.